# Insuficiência hepática
Insuficiência hepática refere-se às disfunções do fígado em desempenhar suas funções normais de metabolizar e sintetizar proteínas e auto-regeneração. Pode ser fulminante, aguda ou crônica e de causas benignas ou malignas.

## Tipos
Podem ser classificadas de acordo com o tempo entre o aparecimento dos primeiros sintomas, como pele amarelada (icterícia) e edema abdominal, e os sintomas neurológicos (encefalopatias) como edema cerebral e hipertensão intracraniana.
- insuficiência hepática hiperaguda: menos de 8 dias, bom prognóstico se recebem atendimento médico rápido.
- insuficiência hepática aguda: entre 8 e 28 dias, pior prognóstico sem transplante.
- insuficiência hepática sub-aguda: entre 5 e 12 semanas, menos sintomas neurológicos, mal prognóstico.
- insuficiência hepática fulminante: menos de 8 semanas, em indivíduo previamente saudável
- insuficiência hepática crônica: mais de 8 semanas, o tipo mais comum

## Causas
Causas tóxicas
- Hepatotoxinas intrínsecas
- Acetaminofeno (paracetamol)
- Amanita phalloides
- Arsénico
- Tetracloreto de carbono (e outros hidrocarbonetos clorados)
- Metais pesados: Cobre, Ferro, Ouro e derivados.
- Etanol (alcoolismo)
- Ervas medicinais: Jin Bu Huan, Ma-Huang, Sho-saiko-to, Teucrium chamaedrys, Larrea tridentata, Atractylis gummifera, Callilepsis laureola...[3]
- Metotrexato
- Fósforo
- Hepatotoxinas idiosincrásicas
- Alopurinol
- Amiodarona
- Clorpromazina
- Clorpropamida
- Dissulfiram
- Estolato de eritromicina
- Haloalcanos: halotano, Isoflurano e enflurano
- Antituberculosos: Isoniazida, Rifampicina, etambutol
- Cetoconazol
- Metildopa
- Inibidores da monoamina oxidase
- Nitrofurantoína
- Propiltiouracil e sulfonamidas
- Tetraciclina
- Anticonvulsivantes: Ácido valpróico, Fenitoína
- Drogas ilícitas: Cocaína; anfetaminas; ecstasy e similares.

Causas não-tóxicas
- Hepatite viral
- Fígado gorduroso agudo, principalmente na gravidez
- Hepatite autoimune
- Síndrome de Budd-Chiari e doença veno-oclusiva
- Hipertermia
- Hipoxia
- Infiltração maligna
- Síndrome de Reye
- Sepsis
- Doença de Wilson
- Metástase Hepática

## Sintomas

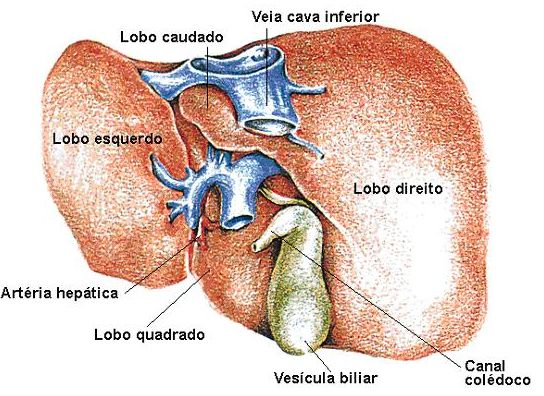
Anatomia do fígado

Os sintomas iniciais de insuficiência hepática são muitas vezes devidos as condições primárias. Os primeiros sintomas geralmente incluem:
- Perda de apetite;
- Náusea e vómitos;
- Diarreia;
- Dor ou desconforto no quadrante abdominal superior direito (hipocôndrio direito).

Conforme avança aparecem os seguintes sintomas:
- Icterícia (pele amarelada): por aumento das bilirrubinas, refletem o progresso da lesão hepática.
- Distensão abdominal com vísceras agrandadas: Ascite ou anasarca devido a redistribuição de líquidos e falta de proteínas em sangue (hipoalbuminemia). Pacientes desidratados podem não ter muita ascite. Hepatomegalia e esplenomegalia, são comuns.
- Hemorragias e coagulação lenta devido a diminuição da síntese de fatores de coagulação dependentes de vitamina K, que podem causar manchas roxas ou avermelhadas na pele.
- Acidose láctica pode ocorrer como resultado da deficiência da captação e metabolismo do lactato ou pelo aumento da produção do lactato secundário à hipoxia dos tecidos.
- Encefalopatia hepática: edema cerebral com aumento da pressão intracraniana, alteração de consciência, sonolência, depressão da função cognitiva, função neuromuscular anormal (aumento do tônus muscular, movimentos mioclónicos e tremores).

Complicações incluem: Hipoglicemia, acidose láctica, insuficiência renal, hérnia cerebral, hipotensão persistente, infecções bacterianas ou fúngicas, sepse e coma. 

## Diagnóstico diferencial
- Hipertensão portal
- Hemólise
- Encefalopatia devido a outras causas
- Transtornos metabólicos como hipoglicemia, cetoacidose, desequilíbrio hidroeletrolítico, hipóxia, hipercapnia.

## Investigações relevantes
Os exames recomendados incluem:
- Glicemia
- Função renal (Creatinina e ureia)
- Albumina
- Bilirrubinas
- Amonia sérica
- Eletrólitos séricos
- Transaminases (ALT/TGP e AST/TGO)
- Tempo de protrombina
- Culturas de sangue
- Marcadores dos vírus da hepatite A, B e C

- Exames de imagem:
  - Tomografia computadorizada ou ressonância magnética do fígado e crânio,
  - EEG,
  - Ultrassom doppler das veias hepáticas.

## Tratamento
Todos os agentes que podem contribuir para hepatotoxicidade devem ser descontinuados imediatamente.
O tratamento é primariamente de suporte. Pacientes que desenvolvem insuficiência hepática fulminante requerem tratamento de suporte intensivo e das complicações agudas, incluindo a encefalopatia, coagulopatia, distúrbios eletrolíticos e ácido-básicos, insuficiência renal, sepse e edema cerebral.
A administração de n-acetil cisteína endovenosa está indicada na insuficiência hepática aguda causada pela intoxicação por acetaminofen.

### Evolução clínica e monitorização
Em pacientes que não desenvolvem encefalopatia, geralmente ocorre a recuperação completa. As transaminases, bilirrubinas, função renal e balanço hídrico devem ser monitorizados cuidadosamente até a melhora clínica.
A insuficiência hepática fulminante está associada com mortalidade aguda extremamente elevada, mesmo com tratamento intensivo agressivo.
O transplante hepático pode salvar em alguns casos. Entretanto, os sobreviventes de insuficiência hepática fulminante geralmente terão a recuperação completa em 6 a 10 semanas, com o restabelecimento da estrutura e função hepáticas.
Não é comum haver complicações tardias.